# Castell de la Torreta de Secardit
El castell i vilatge de la Torreta de Secardit  és un conjunt arquitectònic del poble de les Avellanes, al municipi de les Avellanes i Santa Linya (Noguera) inclòs a l'Inventari del Patrimoni Arquitectònic de Catalunya.
Es troba a la part més alta del turó de la Torreta, a ponent del poble de les Avellanes.

## Història
Del conjunt format pel castell i el poble rònec de la Torreta no s'han localitzat notícies històriques documentals. Podria ser perquè l'actual topònim no es correspongui amb el que va tenir durant l'edat mitjana, fet que fa que sigui dificultós identificar-lo a través de la documentació que ha romàs d'aquesta comarca.

## Arquitectura
A la part més alta hi ha les restes d'una torre de planta circular, que degué formar part d'un recinte castral més ampli. El seu diàmetre fa 5 m a l'interior i el gruix de les parets és de 110 cm. La part conservada només té una alçada d'uns 2 m. El pany de mur en millor estat és l'orientat vers el N. Les parets tenen dues cares, fetes amb pedres de mida mitjana, gairebé sense treballar, de formes irregulars i col·locades en filades irregulars i unides amb un morter de calç de molt mala qualitat (es desfà amb els dits). Aquest tipus d'aparell recorda el d'algunes altres construccions d'aquestes contrades (torre del Vilot d'Alberola, castell antic d'Orenga, Mallabecs, etc.). En aquest cas, a la base sembla com si hi hagués una banqueta de fonamentació, la filada inferior sobresurt uns 30 cm més. Cap a la banda nord, a prop de 5 m de la torre, veiem un mur que és possible que pertanyés a un recinte exterior.

## Vilatge
A la banda meridional del turó, ran de la torre, hi ha les restes d'un antic poble abandonat. S'estenen en una extensió d'uns 50 m cap al sud i d'uns 25 cap a l'est. Sembla que aquest lloc de poblament era tancat per un mur amb un gruix d'uns 80 cm que sobretot s'endevina al costat oest i en algun sector de la banda de migjorn. A l'interior del mur hi podia haver hagut unes sis cases. Potser alguna altra fora, uns 100 m cap a llevant. Aquest poble recorda molts altres pobles rònecs de la contrada com el de Montlleó o el del Vilot d'Alberola.
És possible que tant la fortificació com el poble siguin de la mateixa època, propera a l'any 1000.